# Ashley Eden
Ashley Eden, né le 13 novembre 1831 à Hertingfordbury et mort en juillet 1887, est le troisième lord Auckland et administrateur anglais.

## Biographie
Ashley Eden naît le 13 novembre 1831 à Hertingfordbury. Il est le troisième fils de Robert Eden (3e baron Auckland) (1799-1870), évêque de Bath et Wells, et de son épouse Mary (morte en 1872), fille aînée de Francis Edward Hart de Alderwasley dans le Derbyshire.
Il fait ses études d'abord à Rugby School, puis à Winchester, jusqu'en 1849, année où il a reçoit une nomination à la fonction publique indienne.
Il occupe, à partir de 1852, divers emplois dans l'administration de l'Inde, devient, en 1860, secrétaire du gouvernement du Bengale, signe en 1861 un heureux traité avec le rajah de Sikkim, mais échoue dans une mission semblable auprès du rajah du Bhoutan, échec qui amène la guerre entre l'Angleterre et cet État. En 1871, il est nommé gouverneur de la Birmanie anglaise, où il réalise d'habiles réformes administratives. Il succède, en 1877, à sir Richard Temple dans le gouvernement du Bengale où il se signale. En 1882, il est nommé secrétaire au conseil d'État.
Ashley Eden meurt le 8 ou 9 juillet 1887, de paralysie.